# Ташказган
Ташказган — посёлок в Агаповском районе Челябинской области. Входит в состав Светлогорского сельского поселения.

## География
Расположен в юго-западной части района, на берегу реки Ташказган, отсюда название, недалеко протекают реки Урал и Танцай. 
Поселок связан грунтовыми и шоссейными дорогами с соседними населенными пунктами. Расстояние до районного центра села Агаповка 36 км, до центра сельского поселения посёлка Светлогорск 16 км.

## История
Поселок основан как хутор в 1919 году на землях, ранее принадлежавших вдове штабс-капитана Н. С. Семеновой и ее сыну. Первопоселенцами на хуторе были немцы.
В советский период на территории поселка располагалось 1-е отделение совхоза «Горный», ныне одно из отделений ООО «Светлогорский».
Название переводится с тюркского  как место, где добывали камень, каменоломня, копи («таш» — камень, «казы» — копать, рыть, добывать). В древние времена на территории посёлка действовали медные рудники.

## Население
| 1970 | 1995 | 2002 | 2010 |
| ---- | ---- | ---- | ---- |
| 546  | ↘336 | ↘292 | ↗293 |

в 1926 году — 5 чел., в 1983 году — 314 чел., в 1995 году — 336 чел.

## Улицы
- Уральская,
- Хлеборобов,
- Целинная.

## Инфраструктура
- Фельдшерско-акушерский пункт,
- библиотека.